# Studio Julmahuvi
Studio Julmahuvi (букв. «Студия жестоких забав») — финское юмористическое телешоу, выходившее в 1998 году на Yleisradio и с большим успехом транслировавшееся в Финляндии. Сценаристами и исполнителями ролей в скетч-коме были Томми Корпела, Янне Рейникайнен, Юкка Расила и  Петтери Сумманен, в качестве режиссёра и основного сценариста выступил Яни Воланен. В 1998 году шоу получило награду Venla. Идея, лежавшая в основе сериала, — имитировать телеканал с полноценной сеткой вещания. В каждом эпизоде за полчаса давался пакет программ типичного телевизионного вечера, в который входили новости и прогноз погоды, актуальная передача и ситком, детская передача и немецкий детектив, документальный фильм и реклама других сериалов этого «канала». Юмор сериала был основан на сквозных персонажах и повторяющихся скетчах. 

## Предыстория создания скетч-группы Julmahuvi
Члены группы Julmahuvi познакомились в Хельсинкской театральной академии и начали работать над совместными проектами, например, они вместе создали летний театр. Группа участвовала в съёмках следующих комедий для телевидения до и после выхода их самого известного проекта Julmahuvi:
- Toini (Toni) ja Heikki Haaman -show («Шоу Тойни (позже Тони) и Хейкки Хаамана») (1995–96)
- Joyboys Story («История Джойбойса») (1997)
- Studio Julmahuvi («Студия жестоких забав») (1998)
- Jerico 2000 («Иерихон 2000») (1999)
- Mennen tullen («Меннен туллен» (2002)[2].

Первый совместный проект, «Шоу Тойни и Хейкки Хаамана», был сериалом с элементами чёрного абсурдного юмора, ориентировавшимся на творчество группы «Монти Пайтон» и финских скетч-сериалов Velipuolikuu, Mutapainin ystävät и Tabu. «История Джойбойса» была программой, снятой специально для конкурса «Золотая роза Монтрё» (1997). Программа получила на этом конкурсе третье место —  бронзовую розу. Обе комедии были сделаны для телеканала MTV3.

## Создание сериала
После успеха «Истории Джойбойса» группа решила предложить разным телекомпаниям свой комедийный сериал. Руководство MTV3 того времени выоразило желание найти известного актёра на главную роль, а также настаивало на раннем знакомстве со сценарием, и поэтому группа решила предложить сериал другому телеканалу, Yleisradio. Участники группы утверждали, что они хотели работать тщательно и без спешки, располагать «достаточным временем для съёмки и монтажа, и рассчитывали на солидный бюджет на грим, декорации, костюмы и графику. Они утверждали, что они хотели бросить вызов деятелям индустрии развлечений и призвать их сделать шаг в XXI век. Группа заключила контракт с Yleisradio на год. Они получили более крупный бюджет, чем обычно в Финляндии, — 375000 марок за эпизод. Томми Корпела присоединился к группе, когда Яни Воланен захотел сосредоточиться на режиссуре.
Сценарии Studio Julmahuvi были написаны за три месяца. Работа над скетчами шла таким образом: утром каждый актёр предлагал свою фразу, афоризм, шутку или идею скетча, которые уже были готовы. Идеи оценивались по качеству юмора, их недостатки затем обсуждались. Мысль о вымышленном телеканале появилась не сразу, а только когда выяснилось, что из шуток и фрагментов можно составить единое целое. В основе лежало желание создателей снять сериал так, чтобы зритель не догадался, что он смотрит комедию, если звук телевизора выключен.
В 2005 году сериал Studio Julmahuvi был перевыпущен на DVD. Режиссёр сериала Яни Воланен рассказал о рождении сериала и поделился историями создания скетчей в книге Юкки Аннала Toopelivisio.

## Скетчи
- Muksuluuri («Детский телефон») — пародия на детскую передачу, которую ведёт мужчина Тоуко-Поуко (Юкка Расила) с явными признаками маниакально-депрессивного психоза. Тоуко-Поуко бушует в студии  в роли индейца или Тарзана, "мастерит" душу из пластилина или просвещает детей, рассказывая об опасности ядерной войны.[4]
- Z-Salamapartio («Молниеносный патруль Z») — пародия на детективы сериалы 1970-х годов. В главных ролях два длинноволосых детектива из Хельсинки — Матс и Рауски (Янне Рейникайнен и Томми Корпела), говорящие на городском жаргоне Хельсинки («стадин сланги»). На основе Молниеносного патруля Z позднее был поставлен другой сериал группы Меннен Туллен.[5]
- Die Kühe – Ratkaisijat («Коровы — решальщики») — немецкий детективный сериал, где детективы Дитер и Бернер (Петтери Сумманен и Юкка Расила) разгадывают загадку пропавшего финского летающего лыжника (А.-П. Никкола). В последнем эпизоде появляется Ари-Пекка Никкола собственной персоной.[6]
- Pää kylmänä, Nanook! («Держи голову в холоде, Нанук!») — немой комедийный сериал о весёлой жизни четырёх эскимосов. Сериал пародирует мультсериал «Пингу» и американские семейные ситкомы.     Изначальная идея скетча заключалась в том, чтобы за 20 секунд дать рекламу вымышленного ситкома об эскимосах, однако декоративное иглу, которое заказала группа, оказалось дороже и больше, чемы было запланировано (10 м в диаметре): оно давало прекрасные возможности для съёмок, и благодаря этому, скетч было решено развить до многочастной пародии.[2]
- Practical English, Abu («Практический английский язык, Абу») — пародия на языковую программу индийского центра образования для взрослых.[7]
- Viimeiset vaeltajat («Последние странники») — передача о природе в духе BBC, в которой два исследователя выслеживают трамвай в Хельсинки. В качестве образца для скетча использовался документальный фильм об исследователях амурского тигра.[2]

## Другие работы скетч-группы
В 1999 году в качестве продолжения Julmahuvi вышел сериал «Иерихон 2000». В нём пародировались финские актуальные передачи, которые создавались на канале Yleisradio. В шоу «Иерихон 2000» входили как пародийные «вечерние документальные фильмы», например «Последние странники» и «Paradise Cocktail: закулисная правда», так и новые сатирические скетчи, например репортаж об «освободительном движении монахов», которое наконец освобождало монахов от обетов и выпускало их на свободу из монастыря. Сериал участвовал в конкурсе «Золотая роза», но награды не получил.